# Liste d'inégalités dans le triangle
En géométrie, les inégalités du triangle sont des inégalités, strictes ou larges, faisant intervenir des paramètres du triangle, éventuellement sous certaines conditions. Parmi ces paramètres, on trouve entre autres les longueurs des côtés, le demi-périmètre, les mesures des angles, les valeurs des fonctions trigonométriques de ces angles, l'aire du triangle, les longueurs des médianes, les hauteurs, les longueurs des segments des bissectrices intérieures joignant un sommet au côté opposé, les longueurs des segments des médiatrices joignant un côté à l'un des deux autres, les rayons des cercles inscrit, exinscrits et circonscrit.
Sauf indication particulière, ces inégalités sont valables dans le plan euclidien, pour un triangle non aplati.

## Notations

Notation des longueurs de segments caractéristiques du triangle

Liste de ces paramètres avec leur notation :
- les longueurs des côtés a, b et c;
- le demi-périmètre p = (a + b + c) / 2 (soit la moitié du périmètre 2p);
- les mesures A, B et C des angles aux sommets, opposés aux côtés de longueurs respectives a, b et c (on utilise la même notation que pour les sommets associés);
- l'aire S du triangle;
- les médianes ma, mb et mc  (longueurs des segment joignant un sommet au milieu du côté opposé) ;
- les hauteurs ha, hb et hc (distances des sommets aux côtés opposés, éventuellement étendus) ;
- les bissectrices ta, tb et tc (longueurs des segments des bissectrices intérieures joignant un sommet au côté opposé)  ;
- les médiatrices pa, pb et pc (longueurs des segments des médiatrices joignant un côté à l'un des deux autres) ;
- le rayon r du cercle inscrit (tangent aux trois côtés), les rayons ra, rb et rc des cercles exinscrits (chacun étant tangent à un côté du triangle et aux extensions des deux autres côtés), et le rayon R du cercle circonscrit (passant par les trois sommets).

## Inégalités faisant intervenir les côtés
L'inégalité triangulaire classique s'écrit
{\displaystyle a<b+c,\quad b<c+a,\quad c<a+b}
ce qu'on peut résumer en
{\displaystyle \max(a,b,c)<p.}
De plus,
{\displaystyle {\frac {3}{2}}\leqslant {\frac {a}{b+c}}+{\frac {b}{a+c}}+{\frac {c}{a+b}}<2,}
où la borne de droite, minimale:p. 259, est approchée asymptotiquement par certaines classes de triangles approchant le cas dégénéré du triangle plat. L'inégalité de gauche, vérifiée pour tous a, b, c strictement positifs est connue comme étant l'inégalité de Nesbitt.
On a :
{\displaystyle 3\left({\frac {a}{b}}+{\frac {b}{c}}+{\frac {c}{a}}\right)\geqslant 2\left({\frac {b}{a}}+{\frac {c}{b}}+{\frac {a}{c}}\right)+3.}:p.250,#82
{\displaystyle abc\geqslant (a+b-c)(a-b+c)(-a+b+c).\quad }:p. 260
{\displaystyle {\frac {1}{3}}\leqslant {\frac {a^{2}+b^{2}+c^{2}}{(a+b+c)^{2}}}<{\frac {1}{2}}.\quad }:p. 261
{\displaystyle {\sqrt {a+b-c}}+{\sqrt {a-b+c}}+{\sqrt {-a+b+c}}\leqslant {\sqrt {a}}+{\sqrt {b}}+{\sqrt {c}}.}:p. 261
{\displaystyle a^{2}b(a-b)+b^{2}c(b-c)+c^{2}a(c-a)\geqslant 0.}:p. 261
Si l'angle C est obtus (strictement supérieur à 90°) alors
{\displaystyle a^{2}+b^{2}<c^{2};}
à l'inverse, si C est aigu (strictement inférieur à 90°) alors
{\displaystyle a^{2}+b^{2}>c^{2}.}
Le cas intermédiaire, qui correspond à l'égalité, pour lequel C est droit, constitue le théorème de Pythagore.
Dans le cas général:p.1,#74,
{\displaystyle a^{2}+b^{2}>{\frac {c^{2}}{2}},}
l'égalité étant atteinte à la limite dans le cas d'un triangle isocèle dont l'angle au sommet approche 180°.
Si le centre de gravité du triangle est à l'intérieur de son cercle inscrit, alors:p. 153
{\displaystyle a^{2}<4bc,\quad b^{2}<4ac,\quad c^{2}<4ab.}
Les inégalités précédentes utilisent le fait que a, b, c vérifient l'inégalité triangulaire classique ci-dessus. 
Les inégalités suivantes sont par contre vraies pour tout triplet (a, b, c) de réels strictement positifs :p.267:
{\displaystyle {\frac {3abc}{ab+bc+ca}}\leqslant {\sqrt[{3}]{abc}}\leqslant {\frac {a+b+c}{3}},}
les trois termes étant égaux ssi a = b = c. Autrement dit, la moyenne harmonique des côtés est inférieure ou égale à leur moyenne géométrique, elle-même inférieure ou égale à leur moyenne arithmétique.

## Inégalités faisant intervenir les angles
On a :
{\displaystyle \cos A+\cos B+\cos C\leqslant {\frac {3}{2}}.}:p. 286
{\displaystyle (1-\cos A)(1-\cos B)(1-\cos C)\geqslant \cos A\cdot \cos B\cdot \cos C.}:p.21,#836
{\displaystyle \cos ^{4}{\frac {A}{2}}+\cos ^{4}{\frac {B}{2}}+\cos ^{4}{\frac {C}{2}}\leqslant {\frac {p^{3}}{2abc}}}
ou p est le demi-périmètre, l'égalité étant atteinte dans le cas équilatéral:p.13,#608.
{\displaystyle a+b+c\geqslant 2{\sqrt {bc}}\cos A+2{\sqrt {ca}}\cos B+2{\sqrt {ab}}\cos C.} :Thm.1
{\displaystyle \sin A+\sin B+\sin C\leqslant {\frac {3{\sqrt {3}}}{2}}.} :p.286
{\displaystyle \sin ^{2}A+\sin ^{2}B+\sin ^{2}C\leqslant {\frac {9}{4}}.}:p. 286
{\displaystyle \sin A\cdot \sin B\cdot \sin C\leqslant \left({\frac {\sin A+\sin B+\sin C}{3}}\right)^{3}\leqslant \left(\sin {\frac {A+B+C}{3}}\right)^{3}=\sin ^{3}\left({\frac {\pi }{3}}\right)={\frac {3{\sqrt {3}}}{8}}.}:p. 203
{\displaystyle \sin A+\sin B\cdot \sin C\leqslant \varphi }:p.149,#3297
où {\displaystyle \varphi ={\frac {1+{\sqrt {5}}}{2}},} désigne le nombre d'or.
{\displaystyle \sin {\frac {A}{2}}\cdot \sin {\frac {B}{2}}\cdot \sin {\frac {C}{2}}\leqslant {\frac {1}{8}}.} :p. 286
{\displaystyle \tan ^{2}{\frac {A}{2}}+\tan ^{2}{\frac {B}{2}}+\tan ^{2}{\frac {C}{2}}\geqslant 1.}:p. 286
{\displaystyle \cot A+\cot B+\cot C\geqslant {\sqrt {3}}.}
{\displaystyle \sin A\cdot \cos B+\sin B\cdot \cos C+\sin C\cdot \cos A\leqslant {\frac {3{\sqrt {3}}}{4}}.}:p.187,#309.2
En fonction des rayons R et r des cercles circonscrit et inscrit, on a :
{\displaystyle \max \left(\sin {\frac {A}{2}},\sin {\frac {B}{2}},\sin {\frac {C}{2}}\right)\leqslant {\frac {1}{2}}\left(1+{\sqrt {1-{\frac {2r}{R}}}}\right),}
avec égalité ssi le triangle est isocèle avec son angle au sommet supérieur à 60°:Cor. 3; ainsi que
{\displaystyle \min \left(\sin {\frac {A}{2}},\sin {\frac {B}{2}},\sin {\frac {C}{2}}\right)\geqslant {\frac {1}{2}}\left(1-{\sqrt {1-{\frac {2r}{R}}}}\right),}
avec égalité ssi le triangle est isocèle avec l'angle au sommet inférieur à 60°:Cor. 3
On a aussi :
{\displaystyle {\frac {r}{R}}-{\sqrt {1-{\frac {2r}{R}}}}\leqslant \cos A\leqslant {\frac {r}{R}}+{\sqrt {1-{\frac {2r}{R}}}}}
qui est aussi vérifiée par les angles B et C, avec égalité à gauche si le triangle est isocèle avec un angle au sommet d'au moins 60° et égalité à droite si le triangle est isocèle avec un angle au sommet d'au plus 60°:Prop. 5.
De plus, les angles A et B, de côtés opposés a et b respectivement, sont liés par l'équivalence:p. 264
{\displaystyle A>B\quad {\text{ssi}}\quad a>b}.
Ce résultat est lié au théorème du triangle isocèle (en) et sa réciproque, qui stipule que A = B ssi a = b.
Par le théorème de l'angle externe (en) d'Euclide, tout angle externe d'un triangle est plus grand que chacun des angles internes aux sommets opposés:p. 261:
{\displaystyle 180^{\circ }-A>\max(B,C).}
Si un point M est intérieur au triangle ABC, alors
{\displaystyle {\widehat {BMC}}>A.}:p. 263
Pour tout triangle acutangle, on a:p.26,#954:
{\displaystyle \cos ^{2}A+\cos ^{2}B+\cos ^{2}C<1,}
l'inégalité étant inversée pour un triangle obtusangle.
De plus, pour des triangles non obtusangles, on a:Corollary 3
{\displaystyle {\frac {2R+r}{R}}\leqslant {\sqrt {2}}\left(\cos \left({\frac {A-C}{2}}\right)+\cos \left({\frac {B}{2}}\right)\right),}
l'égalité étant atteinte ssi le triangle est droit en B.

## Inégalités faisant intervenir l'aire
L'inégalité de Weitzenböck faisant intervenir l'aire S s'écrit :p. 290 :
{\displaystyle a^{2}+b^{2}+c^{2}\geqslant 4{\sqrt {3}}\cdot S,}
avec égalité dans le cas équilatéral. C'est un corollaire de l'inégalité de Hadwiger-Finsler, qui s'écrit
{\displaystyle a^{2}+b^{2}+c^{2}\geqslant (a-b)^{2}+(b-c)^{2}+(c-a)^{2}+4{\sqrt {3}}\cdot S.}
De même,
{\displaystyle ab+bc+ca\geqslant 4{\sqrt {3}}\cdot S}:p. 138
et:p.192,#340.3:p. 204
{\displaystyle S\leqslant {\frac {abc}{2}}{\sqrt {\frac {a+b+c}{a^{3}+b^{3}+c^{3}+abc}}}\leqslant {\frac {1}{4}}{\sqrt[{6}]{\frac {3(a+b+c)^{3}(abc)^{4}}{a^{3}+b^{3}+c^{3}}}}\leqslant {\frac {\sqrt {3}}{4}}(abc)^{2/3}.}
À partir du troisième majorant de S, par l'inégalité de la moyenne arithmético-géométrique, on retrouve l'inégalité isopérimétrique pour les triangles :
{\displaystyle S\leqslant {\frac {\sqrt {3}}{36}}(a+b+c)^{2}={\frac {\sqrt {3}}{9}}p^{2}} :p. 203
où p est le demi-périmètre. On donne parfois l'inégalité en fonction du périmètre 2p :
{\displaystyle (2p)^{2}\geqslant 12{\sqrt {3}}\cdot S,}
avec égalité dans le cas équilatéral. Une borne meilleure est donnée par 
{\displaystyle S\leqslant {\frac {\sqrt {3}}{4}}(abc)^{2/3}.}
L'inégalité de Bonnesen améliore le théorème isopérimétrique :
{\displaystyle \pi ^{2}(R-r)^{2}\leqslant (a+b+c)^{2}-4\pi S.}
On a aussi :
{\displaystyle {\frac {9abc}{a+b+c}}\geqslant 4{\sqrt {3}}\cdot S} :p. 290:p. 138
avec égalité dans le cas équilatéral ;
{\displaystyle 38S^{2}\leqslant 2p^{4}-a^{4}-b^{4}-c^{4}}:p.111,#2807
{\displaystyle {\frac {1}{a}}+{\frac {1}{b}}+{\frac {1}{c}}<{\frac {p}{S}}.}:p.88,#2188
L'inégalité d'Ono (en) pour les triangles acutangles s'écrit :
{\displaystyle 27(b^{2}+c^{2}-a^{2})^{2}(c^{2}+a^{2}-b^{2})^{2}(a^{2}+b^{2}-c^{2})^{2}\leqslant (4S)^{6}.}
L'aire du triangle peut aussi être comparée à l'aire du cercle inscrit (de rayon r) :
{\displaystyle {\frac {\pi r^{2}/2}{S}}\leqslant {\frac {\pi }{3{\sqrt {3}}}}}
avec égalité dans le cas équilatéral.
Si un triangle inscrit dans un triangle de référence est tel que les côtés du triangle intérieur partitionnent le périmètre du triangle de référence en segments de longueurs égales, le rapport de leurs aires est majoré par:p. 138:
{\displaystyle {\frac {\text{Aire du triangle inscrit}}{S}}\leqslant {\frac {1}{4}}.}
On note l'intersection des bissectrices internes en A, B et C avec les côtés opposés, respectivement D, E et F. Alors:p.18,#762
{\displaystyle {\frac {3abc}{4(a^{3}+b^{3}+c^{3})}}\leqslant {\frac {{\mathcal {A}}_{DEF}}{T}}\leqslant {\frac {1}{4}}.}
Une droite passant par une médiane du triangle sépare l'aire de sorte que le rapport entre l'aire du plus petit triangle et le triangle de référence vaut au moins 4/9.

## Médianes et centre de gravité
Les trois médianes  d'un triangle joignent un sommet au milieu du côté opposé, et la somme de leurs longueurs {\displaystyle m_{a},\,m_{b},\,m_{c}} vérifie:p. 271
{\displaystyle {\frac {3}{4}}(a+b+c)<m_{a}+m_{b}+m_{c}<a+b+c.}
De plus:p.12,#589,
{\displaystyle \left({\frac {m_{a}}{a}}\right)^{2}+\left({\frac {m_{b}}{b}}\right)^{2}+\left({\frac {m_{c}}{c}}\right)^{2}\geqslant {\frac {9}{4}},}
avec égalité pour le triangle équilatéral. Avec le rayon du cercle inscrit r:p.22,#846, on a :
{\displaystyle {\frac {m_{a}m_{b}m_{c}}{m_{a}^{2}+m_{b}^{2}+m_{c}^{2}}}\geqslant r.}
Si on prolonge les médianes jusqu'au cercle circonscrit et qu'on note les longueurs des médianes prolongées Ma, Mb et Mc, alors:p.16,#689
{\displaystyle {\frac {M_{a}}{m_{a}}}+{\frac {M_{b}}{m_{b}}}+{\frac {M_{c}}{m_{c}}}\geqslant 4.}
Le centre de gravité G est l'intersection des médianes. On note U, V, and W, les intersections respectivement de (AG), (BG) et (CG) avec le cercle circonscrit. Alors on a:p.17#723:
{\displaystyle GU+GV+GW\geqslant AG+BG+CG}
et
{\displaystyle GU\cdot GV\cdot GW\geqslant AG\cdot BG\cdot CG;}
De plus:p.156,#S56,
{\displaystyle \sin GBC+\sin GCA+\sin GAB\leqslant {\frac {3}{2}}.}
Pour un triangle acutangle, on a:p.26,#954:
{\displaystyle m_{a}^{2}+m_{b}^{2}+m_{c}^{2}>6R^{2}}
où R est le rayon du cercle circonscrit ; l'inégalité change de sens pour un triangle obtusangle.
On note IA, IB, IC les distances des sommets au centre du cercle inscrit, on a alors:p.192,#339.3:
{\displaystyle {\frac {IA^{2}}{m_{a}^{2}}}+{\frac {IB^{2}}{m_{b}^{2}}}+{\frac {IC^{2}}{m_{c}^{2}}}\leqslant {\frac {4}{3}}.}
Les trois médianes de tout triangle peuvent former les côtés d'un autre triangle:p. 592:
{\displaystyle m_{a}<m_{b}+m_{c},\quad m_{b}<m_{c}+m_{a},\quad m_{c}<m_{a}+m_{b}.}
De plus:Coro. 6:
{\displaystyle \max\{bm_{c}+cm_{b},\quad cm_{a}+am_{c},\quad am_{b}+bm_{a}\}\leqslant {\frac {a^{2}+b^{2}+c^{2}}{\sqrt {3}}}.}

## Hauteurs
Les hauteurs, relient un sommet au côté opposé, éventuellement étendu, et forment un angle droit. Les longueurs {\displaystyle h_{a},h_{b},h_{c}}vérifient:p. 274:
{\displaystyle h_{a}+h_{b}+h_{c}\leqslant {\frac {\sqrt {3}}{2}}(a+b+c)}
et
{\displaystyle h_{a}^{2}+h_{b}^{2}+h_{c}^{2}\leq {\frac {3}{4}}(a^{2}+b^{2}+c^{2}).}
Par addition, si {\displaystyle a\geqslant b\geqslant c,} alors:222,#67:
{\displaystyle a+h_{a}\geqslant b+h_{b}\geqslant c+h_{c}.}
On a aussi:p.140,#3150
{\displaystyle {\frac {h_{a}^{2}}{(b^{2}+c^{2})}}\cdot {\frac {h_{b}^{2}}{(c^{2}+a^{2})}}\cdot {\frac {h_{c}^{2}}{(a^{2}+b^{2})}}\leqslant \left({\frac {3}{8}}\right)^{3}.}
Avec les bissectrices internes ta, tb, tc aux sommets A, B, C, de rayons de cercle circonscrit R et inscrit r, on a:p.125,#3005
{\displaystyle {\frac {h_{a}}{t_{a}}}+{\frac {h_{b}}{t_{b}}}+{\frac {h_{c}}{t_{c}}}\geqslant {\frac {R+4r}{R}}.}
Les inverses des hauteurs de tout triangle peuvent elles aussi former un triangle:
{\displaystyle {\frac {1}{h_{a}}}<{\frac {1}{h_{b}}}+{\frac {1}{h_{c}}},\quad {\frac {1}{h_{b}}}<{\frac {1}{h_{c}}}+{\frac {1}{h_{a}}},\quad {\frac {1}{h_{c}}}<{\frac {1}{h_{a}}}+{\frac {1}{h_{b}}}.}

## Bissectrices internes et centre du cercle inscrit
Les bissectrices internes sont des segments joignant un sommet du triangle au côté opposé et divisant l'angle au sommet en deux angles égaux ; on note leurs longueurs ta etc. Ces longueurs vérifient :
{\displaystyle t_{a}+t_{b}+t_{c}\leqslant {\frac {3}{2}}(a+b+c)}
et se comparent aux hauteurs et aux médianes par:pp. 271–3,:p.224,#132:
{\displaystyle h_{a}\leqslant t_{a}\leqslant m_{a},h_{b}\leqslant t_{b}\leqslant m_{b},h_{c}\leqslant t_{c}\leqslant m_{.}}
{\displaystyle {\sqrt {m_{a}}}+{\sqrt {m_{b}}}+{\sqrt {m_{c}}}\geqslant {\sqrt {t_{a}}}+{\sqrt {t_{b}}}+{\sqrt {t_{c}}}}
et:p.125,#3005
{\displaystyle {\frac {h_{a}}{t_{a}}}+{\frac {h_{b}}{t_{b}}}+{\frac {h_{c}}{t_{c}}}\geqslant 1+{\frac {4r}{R}}}
avec le rayon du cercle inscrit r et celui du cercle circonscrit R.
Soient Ta, Tb et Tc les longueurs des bissectrices internes étendues au cercle circonscrit. Alors:p.11,#535,:p.14,#628:
{\displaystyle T_{a}T_{b}T_{c}\geqslant {\frac {8{\sqrt {3}}}{9}}abc,}
{\displaystyle T_{a}+T_{b}+T_{c}\leqslant 5R+2r}
avec égalité dans le cas équilatéral.
De plus:p.20,#795,
{\displaystyle T_{a}+T_{b}+T_{c}\geqslant {\frac {4}{3}}(t_{a}+t_{b}+t_{c}).}
Pour le centre du cercle inscrit I (l'intersection des bissectrices internes):p.127,#3033,
{\displaystyle 6r\leqslant AI+BI+CI\leqslant {\sqrt {12(R^{2}-Rr+r^{2})}}.}
En notant les milieux Ma, Mb, Mc des milieux:p.152,#J53:
{\displaystyle IM_{a}^{2}+IM_{b}^{2}+IM_{c}^{2}\geqslant r(R+r).}
Pour le centre du cercle inscrit I, le centre de gravité G, le centre du cercle circonscrit O, le centre du cercle d'Euler N, et l'orthocentre H, on a pour les triangles non-équilatéraux, les inégalités de distances:p.232
{\displaystyle IG<HG,\ IH<HG,\ IG<IO,\ IN<{\frac {1}{2}}IO;}
et les inégalités d'angle:p.233:
{\displaystyle {\widehat {IOH}}<{\frac {\pi }{6}}.}
De plus:p.233,Lemma 3,
{\displaystyle IG<{\frac {1}{3}}\max(AM_{a},BM_{b},CM_{c}).}
Les trois triangles formés avec le centre du cercle inscrit, OIH, GIH et OGI, sont obtusangles:p.232:
{\displaystyle {\widehat {OIH}}>{\widehat {GIH}}>90^{\circ },\ {\widehat {OGI}}>90^{\circ }.}
Puisque ces triangles ont les angles obtus indiqués, on a :
{\displaystyle OI^{2}+IH^{2}<OH^{2},\quad GI^{2}+IH^{2}<GH^{2},\quad OG^{2}+GI^{2}<OI^{2},}
d'autre part, le deuxième résultat est équivalent à un résultat plus fort que le premier, établi par Euler,:
{\displaystyle OI^{2}<OH^{2}-2\cdot IH^{2}<2\cdot OI^{2}.}
Plus l'angle au sommet est grand, plus la bissectrice interne sera courte:p.72,#114:
{\displaystyle A>B\quad \Longrightarrow \quad t_{a}<t_{b}.}

## Médiatrices
L'inégalité suivante fait intervenir les longueurs pa etc., correspondant aux segments de droite portés par les médiatrices des côtés du triangles et intérieurs au triangle. En supposant {\displaystyle a\geqslant b\geqslant c,}, on a
{\displaystyle \min(p_{a},p_{c})\geqslant p_{b}.}

## Segments depuis un point quelconque

### Point intérieur
On considère un point P intérieur au triangle. On a :pp. 275–7:
{\displaystyle 2(PA+PB+PC)>AB+BC+CA>PA+PB+PC,}
et on a même un résultat plus fort que la deuxième de ces inégalités:p. 278: si AB est le plus petit côté du triangle, alors
{\displaystyle PA+PB+PC\leqslant AC+BC.}
On a aussi l'inégalité de Ptolémée:p.19,#770:
{\displaystyle PA\cdot BC+PB\cdot CA>PC\cdot AB}
valable pour toutes les permutations des sommets A, B, C.
Si on tire des perpendiculaires depuis le point P vers les côtés du triangle, dont on note les pieds L, M et N, on a:p. 278:
{\displaystyle PA\cdot PB\cdot PC\geqslant (PL+PM)(PM+PN)(PN+PL).}

Inégalité d'Erdős-Mordell

De plus, l'inégalité d'Erdős-Mordell établit que,

{\displaystyle {\frac {PA+PB+PC}{PL+PM+PN}}\geqslant 2}

Inégalité de Barrow

avec égalité dans le cas équilatéral. Un résultat plus fort, l'inégalité de Barrow (en) établit que les bissectrices intérieures des angles dont le sommet est le point intérieur P (soit les angles {\displaystyle {\widehat {APB}},{\widehat {BPC}},{\widehat {CPA}}}) intersectent les côtés du triangle en U, V et W, alors
{\displaystyle {\frac {PA+PB+PC}{PU+PV+PW}}\geqslant 2.}

Illustration d'un corollaire du théorème d'Erdos-Mordell

On a également un résultat plus puissant que l'inégalité d'Erdős–Mordell: soient L, M, N les projections orthogonales de P sur BC, CA, AB respectivement, et R, S, T les projections orthogonales de P sur les côtés du triangle tangentiel (le triangle formé par les tangentes au cercle circonscrit au triangle ABC) respectivement. Alors
{\displaystyle PR+PS+PT\geqslant 2(PL+PM+PN).}
On a aussi:p.29,#1045
{\displaystyle {\frac {PA^{2}}{PM\cdot PN}}+{\frac {PB^{2}}{PN\cdot PL}}+{\frac {PC^{2}}{PL\cdot PM}}\geqslant 12;}
{\displaystyle {\frac {PA}{\sqrt {PM\cdot PN}}}+{\frac {PB}{\sqrt {PN\cdot PL}}}+{\frac {PC}{\sqrt {PD\cdot PE}}}\geqslant 6;}
{\displaystyle {\frac {PA}{PM+PN}}+{\frac {PB}{PN+PL}}+{\frac {PC}{PD+PE}}\geqslant 3.}
On a également, avec R, rayon du cercle circonscrit
{\displaystyle {\frac {PH}{a^{2}}}+{\frac {PK}{b^{2}}}+{\frac {PL}{c^{2}}}\geq {\frac {1}{R}}.}
Avec l'aire du triangle S, on a:p.37,#1159,:p.26,#965:
{\displaystyle (b+c)PA+(c+a)PB+(a+b)PC\geqslant 8S\quad {\frac {PA}{a}}+{\frac {PB}{b}}+{\frac {PC}{c}}\geqslant {\sqrt {3}}.}
Avec le centre de gravité G, les milieux des côtés Ma, Mb, Mc, et le demi-périmètre p:p.140,#3164,:p.130,#3052:
{\displaystyle 2(PL+PM+PN)\leqslant 3PG+PA+PB+PC\leqslant p+2(PL+PM+PN).}
De plus, pour tout nombres positifs k1, k2, k3, et t ≤ 1:Thm.1:
{\displaystyle k_{1}\cdot (PA)^{t}+k_{2}\cdot (PB)^{t}+k_{3}\cdot (PC)^{t}\geqslant 2^{t}{\sqrt {k_{1}k_{2}k_{3}}}\left({\frac {(PL)^{t}}{\sqrt {k_{1}}}}+{\frac {(PM)^{t}}{\sqrt {k_{2}}}}+{\frac {(PN)^{t}}{\sqrt {k_{3}}}}\right),}
et pour t > 1, on a:Thm.2:
{\displaystyle k_{1}\cdot (PA)^{t}+k_{2}\cdot (PB)^{t}+k_{3}\cdot (PC)^{t}\geqslant 2{\sqrt {k_{1}k_{2}k_{3}}}\left({\frac {(PL)^{t}}{\sqrt {k_{1}}}}+{\frac {(PM)^{t}}{\sqrt {k_{2}}}}+{\frac {(PN)^{t}}{\sqrt {k_{3}}}}\right).}

### Point quelconque
Il existe de nombreuses inégalités pour un point quelconque du plan du triangle en fonction de rayon du cercle inscrit. Par exemple:p. 109,
{\displaystyle PA+PB+PC\geqslant 6r.}
D'autres incluent:pp. 180–1:
{\displaystyle \forall k\in [\![0;6]\!],PA^{3}+PB^{3}+PC^{3}+k\cdot (PA\cdot PB\cdot PC)\geqslant 8(k+3)r^{3}}
{\displaystyle PA^{2}+PB^{2}+PC^{2}+(PA\cdot PB\cdot PC)^{2/3}\geqslant 16r^{2};}
{\displaystyle PA^{2}+PB^{2}+PC^{2}+2(PA\cdot PB\cdot PC)^{2/3}\geqslant 20r^{2};}
{\displaystyle \forall k\in [\![0;9]\!],PA^{4}+PB^{4}+PC^{4}+k(PA\cdot PB\cdot PC)^{4/3}\geqslant 16(k+3)r^{4}}
Avec le rayon du cercle circonscrit R:p. 227,
{\displaystyle (PA\cdot PB)^{3/2}+(PB\cdot PC)^{3/2}+(PC\cdot PA)^{3/2}\geqslant 12Rr^{2};}
{\displaystyle (PA\cdot PB)^{2}+(PB\cdot PC)^{2}+(PC\cdot PA)^{2}\geqslant 8(R+r)Rr^{2};}:p. 233
{\displaystyle (PA\cdot PB)^{2}+(PB\cdot PC)^{2}+(PC\cdot PA)^{2}\geqslant 48r^{4};}:p. 233
{\displaystyle (PA\cdot PB)^{2}+(PB\cdot PC)^{2}+(PC\cdot PA)^{2}\geqslant 6(7R-6r)r^{3}.}:p. 233
Soit ABC un triangle, de centre de gravité G, et soient Ma, Mb, Mc,  les milieux de BC, CA et AB, respectivement. Pour tout point P du plan de ABC:
{\displaystyle PA+PB+PC\leq 2(PK+PL+PM)+3PG.}

## Rayons des cercles inscrit, exinscrits et circonscrit

### Rayons des cercles inscrit et circonscrit

L'inégalité d'Euler pour le rayon du cercle circonscrit R et le rayon du cercle inscrit r stipule que
{\displaystyle {\frac {R}{r}}\geqslant 2,}
avec égalité pour tout triangle équilatéral:p. 198.
Une version plus forte est:p. 198:
{\displaystyle {\frac {R}{r}}\geqslant {\frac {abc+a^{3}+b^{3}+c^{3}}{2abc}}\geqslant {\frac {a}{b}}+{\frac {b}{c}}+{\frac {c}{a}}-1\geqslant {\frac {2}{3}}\left({\frac {a}{b}}+{\frac {b}{c}}+{\frac {c}{a}}\right)\geqslant 2.}
Par comparaison:p.183,#276.2,
{\displaystyle {\frac {r}{R}}\geqslant {\frac {4abc-a^{3}-b^{3}-c^{3}}{2abc}},}
le terme de droite peut être positif ou négatif.
Deux autres raffinements de l'inégalité d'Euler sont :p.134,#3087
{\displaystyle {\frac {R}{r}}\geqslant {\frac {(b+c)}{3a}}+{\frac {(c+a)}{3b}}+{\frac {(a+b)}{3c}}\geqslant 2}
{\displaystyle \left({\frac {R}{r}}\right)^{3}\geqslant \left({\frac {a}{b}}+{\frac {b}{a}}\right)\left({\frac {b}{c}}+{\frac {c}{b}}\right)\left({\frac {c}{a}}+{\frac {a}{c}}\right)\geqslant 8.}
Une autre inégalité symétrique est donnée par:p.125,#3004:
{\displaystyle {\frac {\left({\sqrt {a}}-{\sqrt {b}}\right)^{2}+\left({\sqrt {b}}-{\sqrt {c}}\right)^{2}+\left({\sqrt {c}}-{\sqrt {a}}\right)^{2}}{\left({\sqrt {a}}+{\sqrt {b}}+{\sqrt {c}}\right)^{2}}}\leqslant {\frac {4}{9}}\left({\frac {R}{r}}-2\right).}
De plus,
{\displaystyle {\frac {R}{r}}\geqslant {\frac {2(a^{2}+b^{2}+c^{2})}{ab+bc+ca}};}:288
{\displaystyle a^{3}+b^{3}+c^{3}\leqslant 8p(R^{2}-r^{2})}
où {\displaystyle p} est le demi-périmètre :p.20,#816
{\displaystyle r(r+4R)\geqslant {\sqrt {3}}\cdot T}
avec l'aire du triangle T:p. 201
{\displaystyle p{\sqrt {3}}\leqslant r+4R} :p. 201
et
{\displaystyle p^{2}\geqslant 16Rr-5r^{2}} :p.17#708
et
{\displaystyle 2R^{2}+10Rr-r^{2}-2(R-2r){\sqrt {R^{2}-2Rr}}\leqslant p^{2}\leqslant 2R^{2}+10Rr-r^{2}+2(R-2r){\sqrt {R^{2}-2Rr}}}:p. 206,:p. 99.
L'expression {\displaystyle {\sqrt {R^{2}-2Rr}}} est égale à  est la distance {\displaystyle d} entre les centres des cercles inscrit et circonscrit. La première inégalité est une égalité ssi le triangle est isocèle avec un angle au sommet d'au moins 60°, la deuxième est une égalité ssi le triangle est isocèle avec un angle au sommet d'au plus 60°. Les trois termes sont donc égaux ssi on est dans le cas équilatéral:Thm. 1.
On a aussi pour tout côté a
{\displaystyle (R-d)^{2}-r^{2}\leqslant 4R^{2}r^{2}\left({\frac {(R+d)^{2}-r^{2}}{(R+d)^{4}}}\right)\leqslant {\frac {a^{2}}{4}}\leqslant Q\leqslant (R+d)^{2}-r^{2},}
avec {\displaystyle Q=R^{2}} si le centre du cercle circonscrit est sur ou hors du cercle inscrit et {\displaystyle Q=4R^{2}r^{2}\left({\frac {(R-d)^{2}-r^{2}}{(R-d)^{4}}}\right)} s'il est à l'intérieur du cercle inscrit. Le deuxième cas est vérifié ssi 
{\displaystyle {\frac {R}{r}}<{\sqrt {2}}+1.}
De plus,
{\displaystyle {\frac {9r}{2T}}\leqslant {\frac {1}{a}}+{\frac {1}{b}}+{\frac {1}{c}}\leqslant {\frac {9R}{4T}}.}:p. 291
L'inégalité de Blundon stipule que:p. 206;,:
{\displaystyle p\leqslant (3{\sqrt {3}}-4)r+2R.}
On a aussi, pour des triangles acutangles
{\displaystyle p>2R+r.}
Du point I, on tire les demi-droites [AI), [BI) et [CI) jusqu'au cercle circonscrit ; on note les intersections D, E et F respectivement. Alors:p.14,#644
{\displaystyle {\frac {AI}{ID}}+{\frac {BI}{IE}}+{\frac {CI}{IF}}\geqslant 3.}
Avec les angles aux sommets, on a:p.193,#342.6
{\displaystyle \cos A\cdot \cos B\cdot \cos C\leqslant \left({\frac {r}{R{\sqrt {2}}}}\right)^{2}.}
On note {\displaystyle R_{A},R_{B},R_{C}} les rayons des cercles tangents au cercle circonscrit, passant par A et tangent à (BC), passant par B et tangent à (CA), passant par C et tangent à (AB), respectivement. Alors:Thm. 4
{\displaystyle {\frac {4}{R}}\leqslant {\frac {1}{R_{A}}}+{\frac {1}{R_{B}}}+{\frac {1}{R_{C}}}\leqslant {\frac {2}{r}}}
avec égalité ssi le triangle est équilatéral, et 
{\displaystyle {\frac {9}{2}}r\leqslant R_{A}+R_{B}+R_{C}\leqslant 2R+{\frac {1}{2}}r}
avec égalité ssi le triangle est équilatéral.

### Rayon du cercle circonscrit et autres longueurs
Avec le rayon du cercle circonscrit R, on a:p.101,#2625:
{\displaystyle 18R^{3}\geqslant (a^{2}+b^{2}+c^{2})R+abc{\sqrt {3}}}
et :p.35,#1130
{\displaystyle a^{2/3}+b^{2/3}+c^{2/3}\leqslant 3^{7/4}R^{3/2}.}
On a aussi:pp. 287–90
{\displaystyle a+b+c\leqslant 3{\sqrt {3}}\cdot R,}
{\displaystyle 9R^{2}\geqslant a^{2}+b^{2}+c^{2},}
{\displaystyle h_{a}+h_{b}+h_{c}\leqslant 3{\sqrt {3}}\cdot R}
avec les hauteurs,
{\displaystyle m_{a}^{2}+m_{b}^{2}+m_{c}^{2}\leqslant {\frac {27}{4}}R^{2}}
avec les médianes, et:p.26,#957
{\displaystyle {\frac {ab}{a+b}}+{\frac {bc}{b+c}}+{\frac {ca}{c+a}}\geqslant {\frac {2S}{R}}}
avec l'aire.
De plus, avec le centre du cercle circonscrit O, les droites AO, BO et CO intersectent les côtés opposés BC, CA et AB en U, V et W respectivement. Alors:p.17,#718
{\displaystyle OU+OV+OW\geqslant {\frac {3}{2}}R.}
Pour un triangle acutangle, la distance entre le centre du cercle circonscrit O et l'orthocentre H est inférieure au rayon du cercle circonscrit:p.26,#954
{\displaystyle OH<R,}
et inversement pour un triangle obtusangle.
Le rayon du cercle circonscrit est au moins deux fois plus long que la distance entre les deux Points de Brocard B1 et B2:
{\displaystyle R\geqslant 2B_{1}B_{2}.}

### Rayons des cercles inscrit et exinscrits, et autres longueurs
Avec le rayon du cercle inscrit r, on a:pp. 289–90
{\displaystyle {\frac {1}{a}}+{\frac {1}{b}}+{\frac {1}{c}}\leqslant {\frac {\sqrt {3}}{2r}},}
{\displaystyle 9r\leqslant h_{a}+h_{b}+h_{c}}
avec les hauteurs, et avec les rayons des cercles exinscrits
{\displaystyle {\sqrt {r_{a}^{2}+r_{b}^{2}+r_{c}^{2}}}\geqslant 6r}
On a aussi :
{\displaystyle {\sqrt {p}}({\sqrt {a}}+{\sqrt {b}}+{\sqrt {c}})\leqslant {\sqrt {2}}(r_{a}+r_{b}+r_{c})}:p.66,#1678
et
{\displaystyle {\frac {abc}{r}}\geqslant {\frac {a^{3}}{r_{a}}}+{\frac {b^{3}}{r_{b}}}+{\frac {c^{3}}{r_{c}}}.}:p.183,#281.2
Les rayons des cercles exinscrits et les médianes sont reliés par:p.66,#1680
{\displaystyle {\frac {r_{a}r_{b}}{m_{a}m_{b}}}+{\frac {r_{b}r_{c}}{m_{b}m_{c}}}+{\frac {r_{c}r_{a}}{m_{c}m_{a}}}\geqslant 3.}
De plus, pour un triangle acutangle, la distance entre le centre du cercle inscrit I et l'orthocentre H vérifie:p.26,#954
{\displaystyle IH<r{\sqrt {2}},}
et inversement pour un triangle obtusangle.
De plus, pour un triangle acutangle, les rayons des cercles inscrit et exinscrits vérifient:p.26,#954
{\displaystyle r^{2}+r_{a}^{2}+r_{b}^{2}+r_{c}^{2}<8R^{2},}
et inversement pour un triangle obtusangle.
En notant les pieds des bissectrices en A, B, C, respectivement U, V, W alors:p.215,32nd IMO,#1
{\displaystyle {\frac {1}{4}}<{\frac {AI\cdot BI\cdot CI}{AU\cdot BV\cdot CW}}\leqslant {\frac {8}{27}}.}
En notant les intersections des bissectrices internes des angles formés au centre du cercle inscrit I avec le cercle circonscrit X, Y et Z on a:p.181,#264.4:
{\displaystyle {\frac {1}{IX}}+{\frac {1}{IY}}+{\frac {1}{IZ}}\geqslant {\frac {3}{R}}}
et:p.181,#264.4:p.45,#1282
{\displaystyle 0\leqslant (IX-IA)+(IY-IB)+(IZ-IC)\leqslant 2(R-2r).}
En notant les points de tangence du cercle inscrit au triangle de référence D, E, F, alors:p.115,#2875
{\displaystyle EF^{2}+FD^{2}+DE^{2}\leqslant {\frac {p^{2}}{3}}}
où p est le demi-périmètre.

## Figures inscrites

### Hexagone inscrit
Si un hexagone tangentiel est formé en traçant trois segments tangents au cercle inscrit du triangle et parallèle à un côté, de sorte que l'hexagone est inscrit au triangle avec les trois autres côtés portés par les côtés du triangle, alors:p.42,#1245
{\displaystyle {\mathcal {P}}_{\textrm {hexagone}}\leqslant {\frac {2}{3}}(a+b+c).}

### Triangle inscrit
Soit trois points D, E, F portés respectivement par AB, BC, CA, formant les sommets d'un triangle inscrit, qui par conséquent partitionne le triangle de référence en quatre triangles, alors l'aire du triangle inscrit est plus grande qu'au moins un des trois autres triangles intérieurs, le seul cas faisant exception étant celui où D, E, F sont les milieux des côtés, auquel cas DEF est le triangle médian de ABC et les quatre triangles intérieurs ont même aire:p.137:
{\displaystyle {\mathcal {A}}_{DEF}\geqslant \min({\mathcal {A}}_{BED},{\mathcal {A}}_{CFE},{\mathcal {A}}_{ADF}).}

### Carrés inscrits

Carrés inscrits dans un triangle

Un triangle acutangle a trois carrés inscrits, chacun dont un côté est porté par un côté du triangle et dont les deux autres sommets sur les autres côtés du triangle (pour un triangle rectangle, deux d'entre eux sont confondus). Si un de ces carrés à des côtés de longueur xa et un autre de longueur de côté xb tel que xa < xb, alors:p. 115
{\displaystyle 1\geqslant {\frac {x_{a}}{x_{b}}}\geqslant {\frac {2{\sqrt {2}}}{3}}\approx 0,94.}
De plus, pour tout carré inscrit dans tout triangle, on a:p.18,#729
{\displaystyle {\frac {{\mathcal {A}}_{\mathrm {triangle} }}{{\mathcal {A}}_{\text{carré inscrit}}}}\geqslant 2.}

## Droite d'Euler
La droite d'Euler d'un triangle passe par son orthocentre, son centre du cercle circonscrit et son centre de gravité, mais pas par son centre du cercle inscrit, sauf si le triangle est isocèle:p.231. Pour tout triangle non isocèle, la distance d du centre du cercle inscrit à la droite d'Euler vérifie:p. 234,Propos.5:
{\displaystyle {\frac {d}{s}}<{\frac {d}{\max(a,b,c)}}<{\frac {d}{\max(m_{a},m_{b},m_{c})}}<{\frac {1}{3}}.}
La majoration à 1/3 est la meilleure possible:p.235,Thm.6.

## Triangle rectangle
Dans les triangles rectangles, les apothèmes a et b et l'hypoténuse c vérifie l'inégalité suivante (l'égalité est atteinte pour un triangle isocèle rectangle):p. 280:
{\displaystyle a+b\leqslant c{\sqrt {2}}.}
Le rayon du cercle inscrit est majoré par:p. 281:
{\displaystyle 2r\leqslant c({\sqrt {2}}-1),}
et la hauteur issue de l'angle droit vérifie:p. 282:
{\displaystyle h_{c}\leqslant {\frac {\sqrt {2}}{4}}(a+b).}

## Triangle isocèle
En notant les deux côtés égaux d'un triangle isocèle de côtés égaux a et de troisième côté c, alors la bissectrice interne t d'un des deux angles égaux vérifie:p.169,#{\displaystyle \eta }44
{\displaystyle {\frac {2ac}{a+c}}>t>{\frac {ac{\sqrt {2}}}{a+c}}.}

## Triangles équilatéraux
Pour tout point M du plan d'un triangle équilatéral ABC, les distances de M aux sommets, MA, MB, et MC, sont telles que, sauf si M est sur le cercle circonscrit, elles vérifient l'inégalité triangulaire classique et peuvent donc elles-mêmes former un triangle:p. 279:
{\displaystyle MA+MB>MC,\quad MB+MC>MA,\quad MC+MA>MB.}
Cependant, si M est sur le cercle circonscrit, la somme des distances de M aux deux points les plus proches est égale à la distance entre M et le point le plus éloigné.
Un triangle est équilatéral si et seulement si, pour tout point M du plan du triangle, en notant D, E et F les projections orthogonales de M sur les côtés, on a:p.178,#235.4
{\displaystyle 4(MD^{2}+ME^{2}+MF^{2})\geqslant MA^{2}+MB^{2}+MC^{2}.}

## Comparaison entre deux triangles
L'inégalité de Pedoe pour deux triangles, le premier de côtés a, b, c et d'aire S, et l'autre de côtés d, e, f et d'aire T, établit que
{\displaystyle d^{2}(b^{2}+c^{2}-a^{2})+e^{2}(a^{2}+c^{2}-b^{2})+f^{2}(a^{2}+b^{2}-c^{2})\geqslant 16ST,}
avec égalité si et seulement si les deux triangles sont semblables.
Le théorème de la charnière (en), ou théorème de la bouche ouverte, établit que si deux côtés d'un triangle sont "égaux" à deux côtés d'un autre triangle, et l'angle inclus du premier est plus grand que l'angle inclus du deuxième, alors le troisième côté du premier triangle est plus grand que le troisième côté du second triangle. Plus précisément, pour les triangles ABC et DEF de côtés a, b, c, et d, e, f respectivement (avec a opposé à A etc.), si a = d et b = e, alors
{\displaystyle C>F\Longleftrightarrow c>f.}
Les angles de deux triangles ABC et DEF sont reliés par la formule utilisant leurs cotangentes:
{\displaystyle \cot A(\cot E+\cot F)+\cot B(\cot F+\cot D)+\cot C(\cot D+\cot E)\geqslant 2.}

## Triangles non-euclidiens
Les angles d'un triangle en géométrie sphérique, comme en géométrie elliptique, vérifient
{\displaystyle A+B+C>180^{\circ }.}
L'inégalité est inversée pour les triangles hyperboliques.